# Panurgica basilewskyi
Panurgica basilewskyi är en bönsyrseart som beskrevs av Scott LaGreca 1954. Panurgica basilewskyi ingår i släktet Panurgica och familjen Hymenopodidae. Inga underarter finns listade i Catalogue of Life.